# Peter Marx (Architekt)

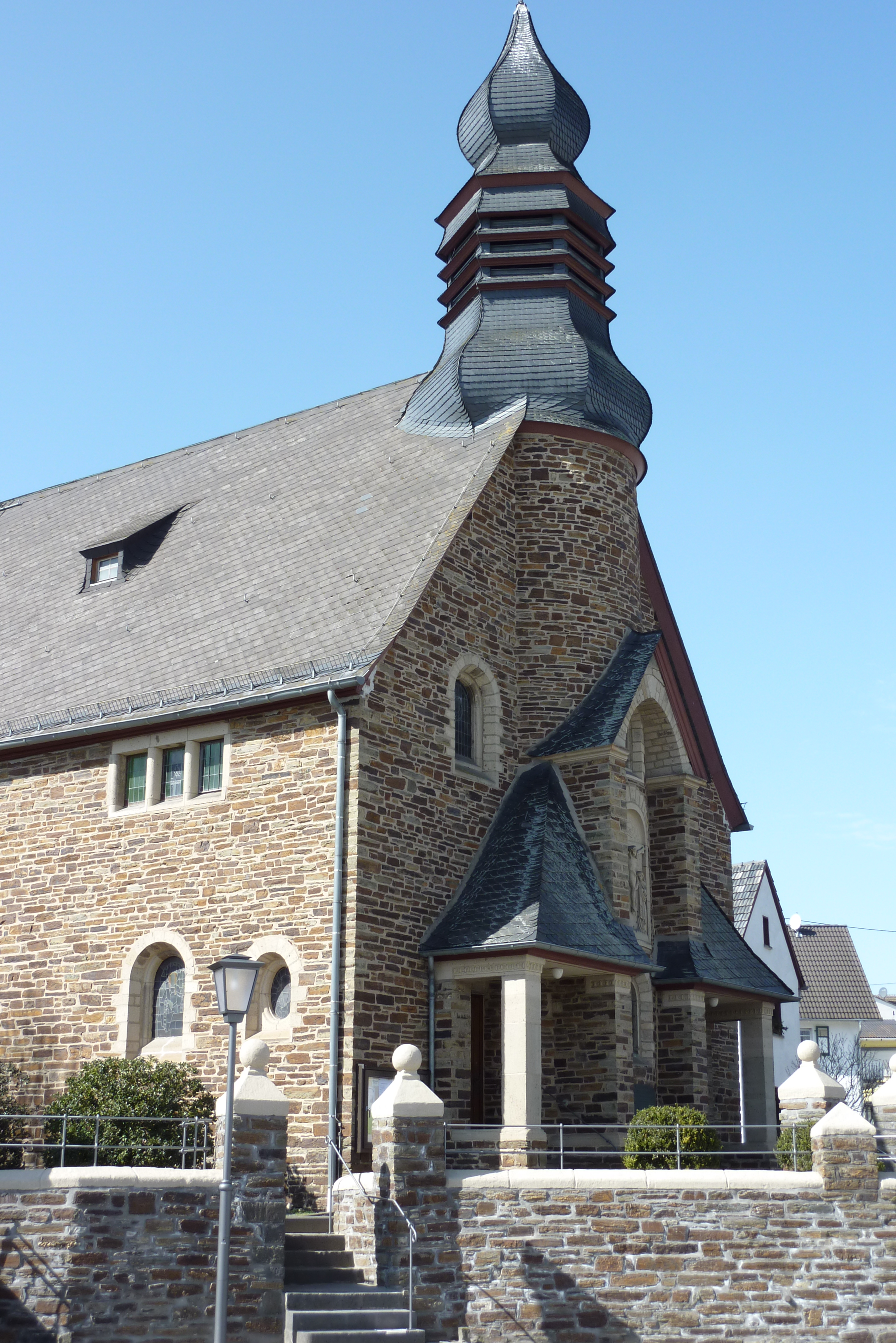
St. Barbara in Ramersbach

Peter Marx (* 30. Mai 1871 in Trier; † 21. Dezember 1958 ebenda) war ein deutscher Architekt.

## Leben
Peter Marx war ein Sohn des katholischen Tuchfabrikanten Nicolas Marx und dessen Ehefrau Barbara, geb. Preil. In seiner Kindheit lebte er zeitweise in Mayen; von 1883 bis 1886 besuchte er die Trierer Realschule. Nach einer Lehre als Bautechniker für Hoch- und Tiefbau bei Kommunalkreisbaumeister Massing in Trier zog er zunächst nach Köln, wo er bei dem Architekten Clemens Hermann Riffart und später bei dem Bauunternehmer Nikolaus Defourny arbeitete. 1890 begann Peter Marx ein Studium der Architektur in Brüssel, wo er auch einige Zeit arbeitete. Nach einer Interimszeit in Trier ab 1892, Studienreisen nach Wien, Italien, Frankreich, Schottland und Großbritannien und dem Militärdienst in den Jahren 1894 und 1895 war Marx vor der Jahrhundertwende zwei Jahre lang in New York tätig, ehe er 1898 nach Berlin zog und dort sein Studium beendete.
Zu Beginn des 20. Jahrhunderts eröffnete Marx in seiner Heimatstadt Trier ein Architekturbüro. Nachdem er 1902 Laura Gusenburger geheiratet hatte, zog das Paar 1903 in ein von Peter Marx entworfenes Wohnhaus in der Kochstraße 12. Bei der Geburt des ersten Kindes starb Marx’ Frau bereits 1907.
Während des Ersten Weltkrieges stand Marx 1915 und 1916 in Russland im Feld. Von ungefähr 1914 bis 1926 arbeitete er in Bürogemeinschaft mit dem Trierer Architekten Peter Gracher.
Marx kandidierte für die Christliche Volkspartei für den preußischen Landtag und war von 1918 bis 1923 in der Rheinland-Bewegung aktiv und beteiligte sich 1923 an der Gründung der Rheinischen Republik in Koblenz, deren provisorischer Regierung er angehörte. Für die Nationalsozialisten galt er daher als Vaterlandsverräter, was zu seiner Emigration 1933 nach Rom führte, wo bereits sein Bruder Joseph lebte und wo Peter Christliche Archäologie studierte. Er kehrte erst 1947 nach Trier zurück, wo er bis zu seinem Tod 1958 lebte und arbeitete. Er stellte in dieser Zeit viele seiner Kirchen, die im Krieg beschädigt worden waren, wieder her, große Aufträge führte er allerdings (wohl auch aufgrund seines Alters) nicht mehr aus.
Die Grabstelle des Ehepaares Marx befindet sich auf dem Trierer Hauptfriedhof. Das von Marx selbst entworfene Grabmal zeigt außer einer Kreuzigungsszene die Heiligen Laurentius und Petrus als Namenspatrone des Ehepaars Marx und die Symbole der vier Evangelisten. Es besteht aus einer Sandsteinstele mit schmiedeeiserner Überdachung und geschmiedeten Seitenteilen.
Marx’ Nachlass befindet sich im Bistumsarchiv Trier (Abt. 105, Nr. 4132–4592).

## Denkmalpflege
Marx beschäftigte sich auch mit Fragen der Denkmalpflege. Er arbeitete bei der Aufnahme und Inventarisierung Trierer Denkmäler bei der Kommission zur Erhaltung Trierer Privatgebäude mit und schrieb auch Aufsätze zu diesem Themenbereich für die Zeitschrift Kur-Trier. Während seiner Zeit in Rom sammelte Peter Marx Grundrisszeichnungen früher Kirchenbauten und verfasste das Werk Corpus Basilicarum Orbis Christiani, das allerdings trotz positiver Gutachten bedeutender frühchristlicher Archäologen nie veröffentlicht wurde. Es umfasst 710 Seiten Text, 159 Tafeln mit Grundrissen und 15 Karten. Praktisch war Marx häufiger mit der Erweiterung mittelalterlicher oder barocker Kirchen beschäftigt, bei denen er bestrebt war, alte Bauteile möglichst zu erhalten und neue dem historischen Erscheinungsbild anzupassen, zu den Profanbauten in dieser Richtung gehört der Wiederaufbau der Burg Arras.

## Werk

### Bauten

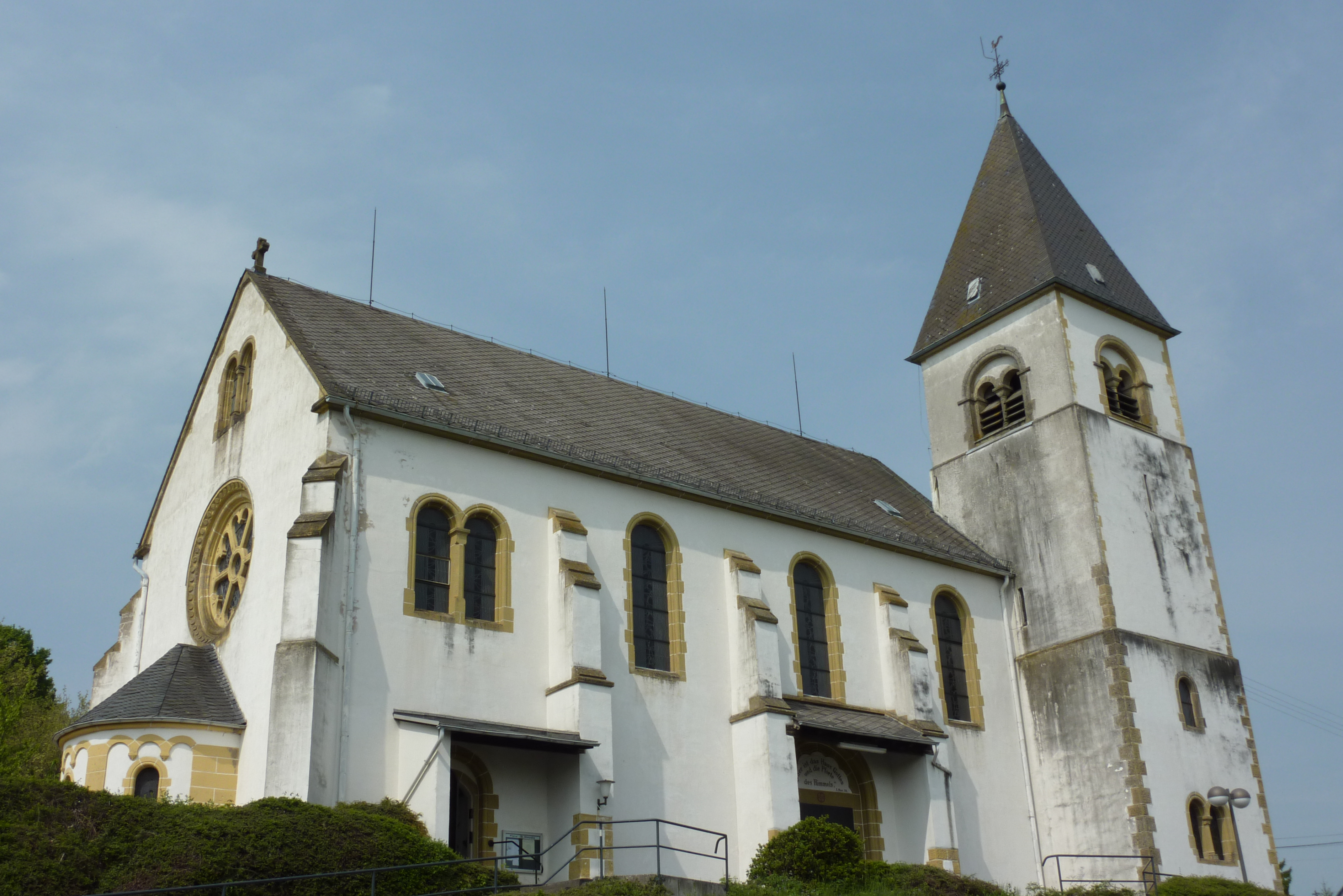
St. Dionysius in Kirchwald

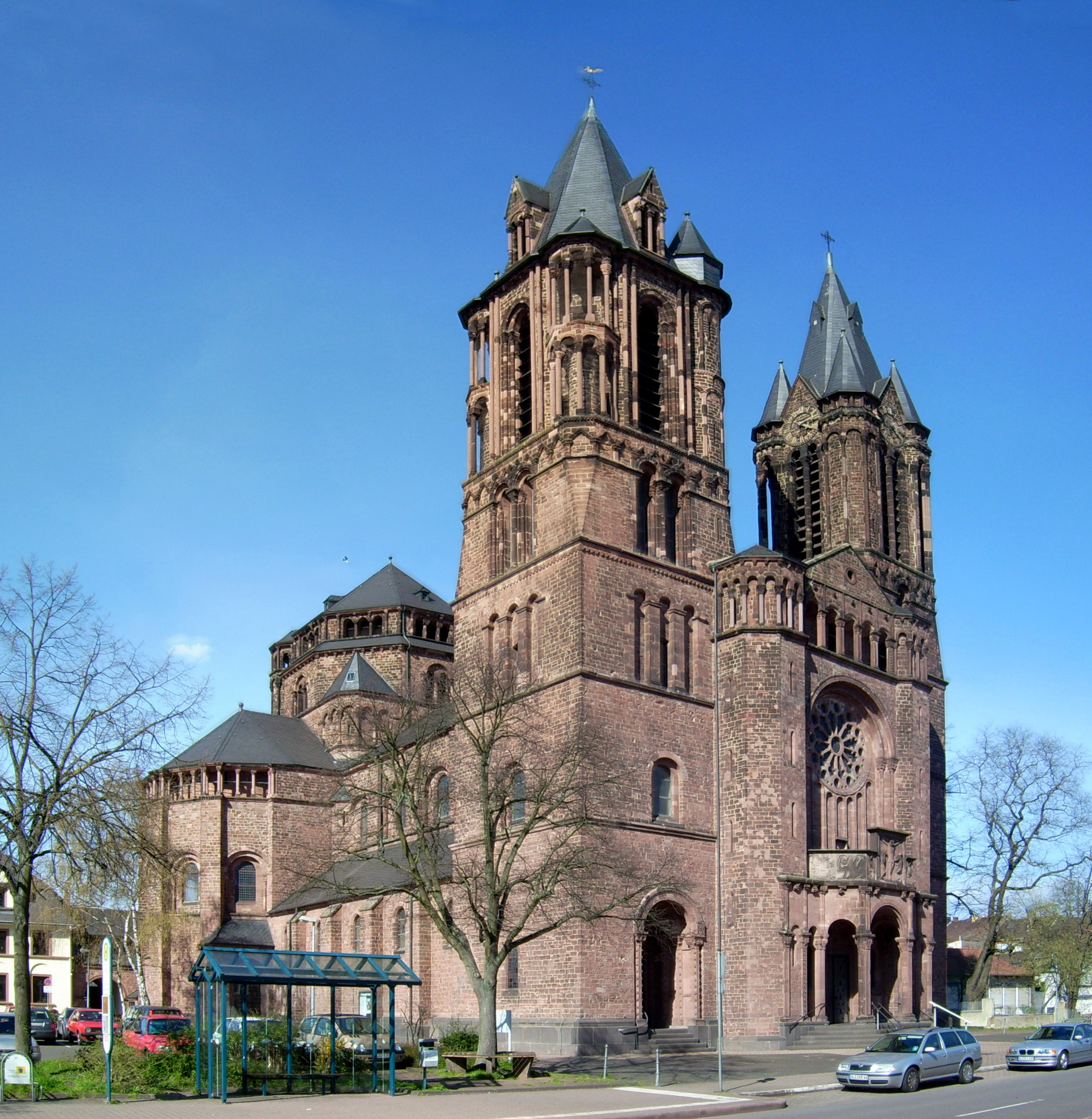
Hl. Sakrament (Saardom) in Dillingen/Saar

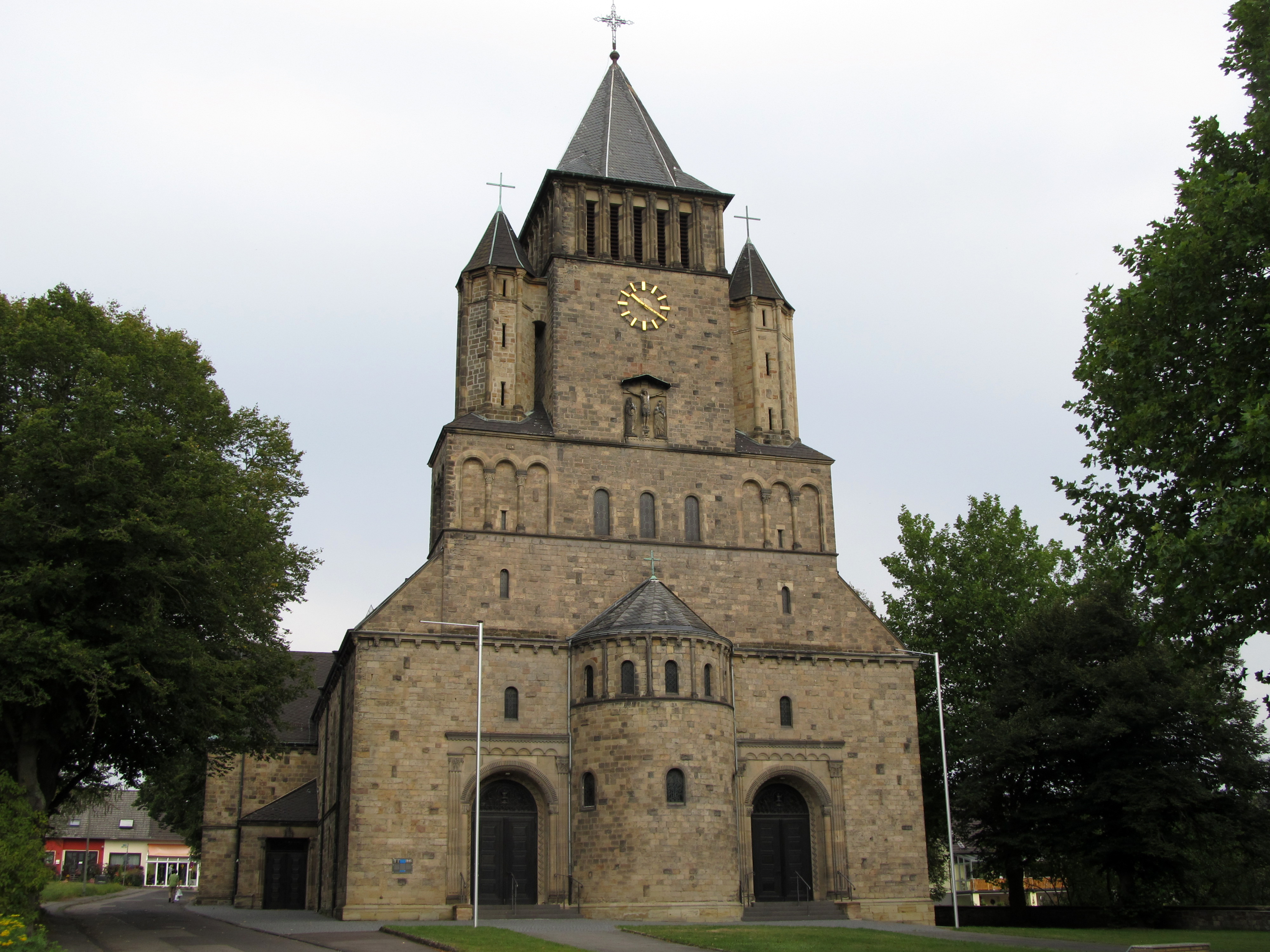
Pfarrkirche St. Paulinus in Lauterbach

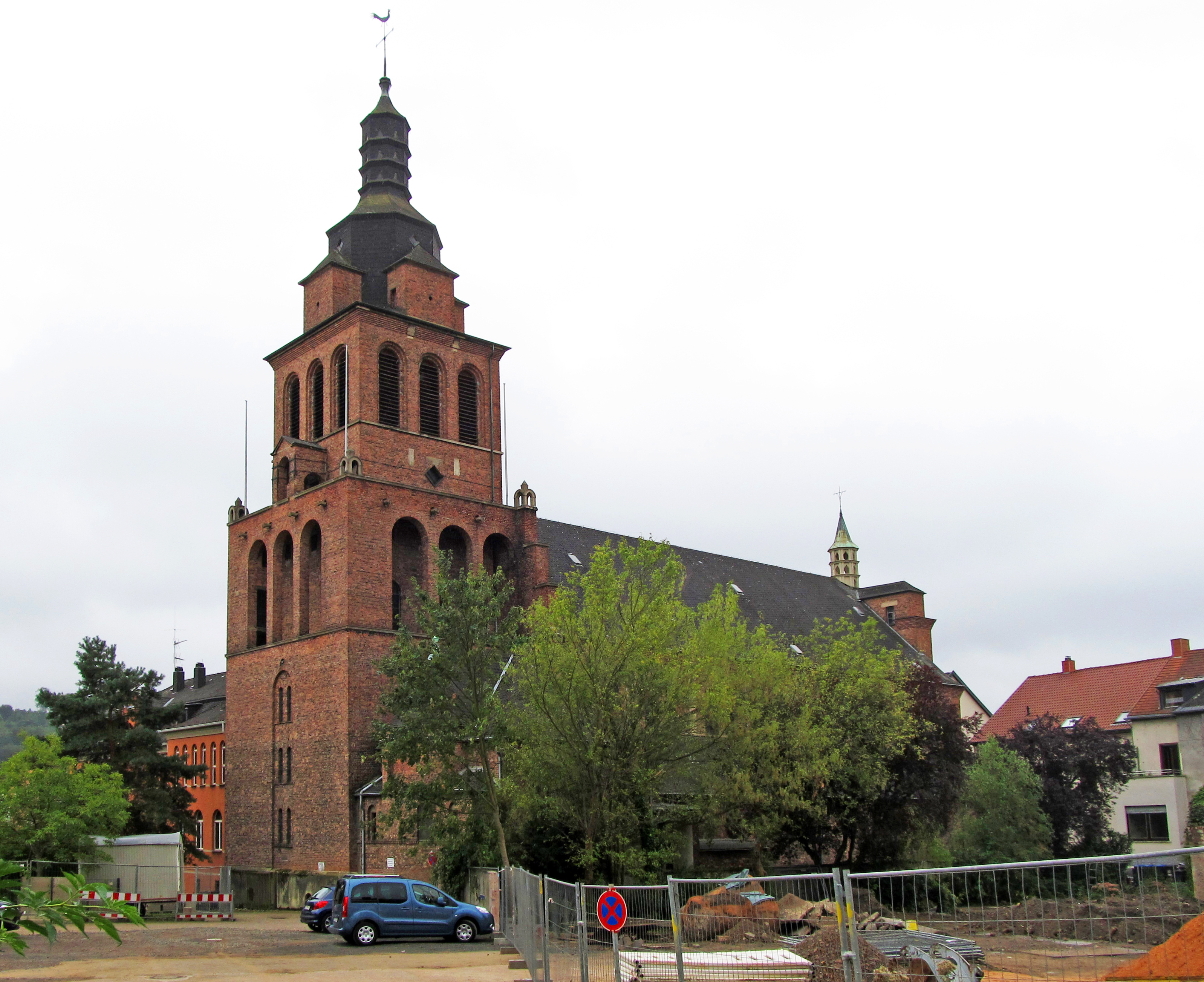
Pfarrkirche Allerheiligen in Sulzbach/Saar

Peter Marx entwarf Privat-, Sakral- und Geschäftsbauten. Ein frühes Bauwerk nach Marx’ Plänen ist das Doppelhaus in der Trierer Südallee 17/18.
Die von der Romanik beeinflusste Pfarrkirche St. Martin in Trier sowie das zugehörige Pfarrhaus aus den Jahren 1912 bis 1915 wurden von Marx geplant, ebenso der Saardom in Dillingen und die Zigarrenfabrik „Haus Neuerburg“ in Trier. Ferner beteiligte er sich mit Erfolg an dem Wettbewerb zum Entwurf der Villa Reverchon. Nach seiner Rückkehr nach Deutschland widmete sich Marx vor allem dem Bau und Wiederaufbau von Kirchen, erhielt aber keine prominenten Aufträge mehr. Mindestens 71 Kirchen und Kapellen wurden von ihm während seiner gesamten beruflichen Tätigkeit entworfen oder umgestaltet. Zu seinen letzten Kirchenbauten gehört die Kirche von Igel von 1953/1954.
Während die frühen Bauten von Marx noch ganz dem Historismus verpflichtet sind, fand er vor allem bei seinen in den 1920er Jahren im Saarland errichteten Kirchen zu einer moderneren, von Neuer Sachlichkeit und Expressionismus beeinflusster Formensprache.
Die meisten Bauwerke Marx’, die erhalten blieben, stehen heute unter Denkmalschutz.
Liste der Bauten (unvollständig):
- 1900: Trier, Südallee 17 und 18, Doppelvilla mit bossierten Sandsteinquadern verkleidete Fassade mit Motiven der monumentalisierenden Neuromanik, des Sezessionsstils und der Reformarchitektur
- 1900: Derlen/Elm, Pfarrkirche St. Josef im neogotischen Stil
- 1901: Trier, Kochstraße 9, dreigeschossiges neugotisches Zeilenwohn- und Geschäftshaus, Erweiterung
- 1902: Trier, Christophstraße 12, großbürgerliches späthistoristisches Wohnhaus und Remisentrakt
- 1903: Trier, Im Sabel 4, Turmanbau
- 1903/05: Pfarrkirche St. Maria Magdalena in Zilshausen
- 1904: Heppingen (Ortsteil von Bad Neuenahr-Ahrweiler), katholische Pfarrkirche St. Martin
- 1904: Trier, Bruchhausenstraße 17/18, dreigeschossiges Zeilendoppelwohnhaus, Neurenaissance
- 1904/05: Pfarrkirche St. Laurentius in Waldrach
- 1904/05: Trier, Hauptmarkt 17 Ecke Jakobstraße, dreigeschossiges Eckwohn- und Geschäftshaus mit Louis-Seize-Fassade, neuklassizistischer Quaderbau mit Mansardwalmdach
- 1906/09: Trier, Karl-Marx-Straße 76, viergeschossiges Wohn- und Geschäftshaus, Reformarchitektur
- 1907/08: Pfarrkirche St. Barbara in Ramersbach
- 1907/10: Ausbau der Burg Arras
- 1908/09: Wahlen, Dillinger Straße 1, katholisches Pfarrhaus
- 1908/09: Filialkirche St. Gangolf in Kelsen
- 1909/11: Pfarrkirche St. Aper in Wasserliesch
- 1909/10: Neunkirchen, Herrmannstraße 10, St. Vinzenz Kinderheim und Kirche
- 1910/12: Pfarrkirche St. Jakob in Trier-Biewer
- 1910/13: Pfarrkirche Hl. Sakrament in Dillingen / Saar
- 1911/12: katholisches Pfarrhaus in Schwemlingen
- 1910/11: Pfarrkirche St. Rochus in Hatzenport, Anbau
- 1911/12: Pfarrkirche St. Paulinus in Lauterbach
- 1911/12: Pfarrkirche St. Dionysius in Kruft, Erweiterung
- 1911/12: Pfarrkirche St. Nikolaus in Königsfeld
- 1911/12: katholisches Pfarrhaus in Lockweiler
- 1912: St. Hildegard in Kellenbach
- 1912/15: Pfarrkirche St. Martin in Trier
- 1913/14: Pfarrkirche St. Laurentius in Schwemlingen
- 1914/16: Pfarrkirche Heilige Dreifaltigkeit in Wiebelskirchen
- 1920: Trier, Katharinenufer 1, neuklassizistische Villa
- 1922/23: Pfarrkirche Herz Jesu in Hostenbach
- 1922/23: Pfarrkirche St. Johannes Baptist in Waxweiler, Erweiterung und Querschiff
- 1923/24: Pfarrkirche St. Antonius von Padua in Werbeln
- 1923/26: Pfarrkirche St. Hubertus in Wolsfeld
- 1924: St. Katharina in Karweiler
- 1924/26: Pfarrkirche St. Peter in Neidenbach, Erweiterung
- 1924/26: Pfarrkirche St. Nikolaus in Idenheim
- 1927/29: Pfarrkirche Allerheiligen in Sulzbach/Saar
- 1928/29: Pfarrkirche St. Martinus in Koblenz, Erweiterung
- 1929/30: Pfarrkirche Kreuzerhöhung und St. Stephan in Fließem, Erweiterung
- 1931/33: Pfarrkirche St. Martin in Bietzen
- 1932/35: Pfarrkirche St. Matthias in Altforweiler
- 1949/50: Eltrudiskapelle in Niederöfflingen

### Schriften
- Schloß Monaise. In: Mitteilungen des Rheinischen Vereins für Denkmalpflege und Heimatschutz, Heft 2 vom 1. September 1909, S. 109–114.
- Die Patheigersche Häusergruppe auf dem Markt. In: Mitteilungen den Rheinischen Vereins für Denkmalpflege und Heimatschutz, Heft 2 vom 1. September 1909, S. 114ff.
- Aus der Vergangenheit der Porta Nigra zu Trier. In: Kur-Trier, Zeitschrift zur Pflege heimischer Eigenart in den Gebieten der Mosel, der Eifel, und des Hunsrücks, Heft Nr. 1, Januar 1919, S. 9–12.
- Von der Römerbrücke zu Trier. In: Kur-Trier, Heft Nr. 3, Mai 1919, S. 38–40.
- Corpus Basilicarum Orbis Christiani. (unveröffentlichtes Manuskript)